# Антимово (област Силистра)
 Тази статия е за селото в Област Силистра.  За другото българско село с това име вижте Антимово (Област Видин).  
Антимово е село в Североизточна България. То се намира в община Тутракан, област Силистра.

## География
Село Антимово се намира на около 15 km на югоизток от общинския център град Тутракан и на около 50 km на югозапад от областния център град Силистра.

## История
„... От любов към народност напущат бащините си огнища и искат да се заселят в свободната им прадедова земя...“ Дневник на Константин Симеонов, учител в село Антимово.
Село Антимово е носело името Кузгун, Вискьойска община, Тутраканска околия. Преди Руско-турската война е било населено предимно с турци и черкези. След края на войната и Берлинския договор намиращите се в Беломорска Тракия българи тръгват към освободените български територии. От селата Кавакли и Ениджия, Лозенградска околия, Одрински вилает, на 3 март 1879 г. потеглят 100 бежанци в керван от тридесет коли с животни, покъщнина и хора. През Одрин, Свиленград, Харманли, Ямбол, Лозенец, Карнобат, Айтос, Провадия с няколкодневни престои и опити за заселване в различни села, керванът от седемдесетте фамилии за малко се установява в Новопазарско. Тук 30 фамилии решават да продължат към препоръчано, но непознато село Кузгун. След седемдневно пътуване се оказват в покрайнините на село Кузгун. Денят е 14 август 1879 г. Започва нов живот за преселилите се в Кузгун българи. Построяват си училище, създават Селска каса „Сърп“, а през 1906 г. преименават по законен път селото си на името на Екзарх Антим – Лозенградчанин. Документи се съхраняват в кметството на село Антимово, община Тутракан, област Силистра.

## Събития
Съборът на селото е на Спасовден. Винаги в четвъртък, но се празнува в първата събота след Спасовден.

## Фотогалерия
- Църквата в Антимово
- Язовирът на село Антимово
- Чешмата „Антимовски хан“